# 안동 애련정
애련정(愛蓮亭)은 경상북도 안동시, 안동민속박물관에 있다. 2013년 4월 9일 안동시의 문화유산 제74호로 지정되었다.